# Sci di fondo agli VIII Giochi olimpici invernali - Staffetta femminile
La competizione della staffetta 3x5 km femminile di sci di fondo agli VIII Giochi olimpici invernali si è svolta il giorno 26 febbraio 1960 al McKinney Creek Stadium di Squaw Valley.

## Classifica
| Pos.    | Nazione          | Atleti                  | Tempi Individuali | Tempo Totale |
| ------- | ---------------- | ----------------------- | ----------------- | ------------ |
| Oro     | Svezia           | Irma Johansson          | 21'31"            | 1:04'21"4    |
| Oro     | Svezia           | Britt Strandberg        | 21'45"            | 1:04'21"4    |
| Oro     | Svezia           | Sonja Edström           | 21'05"4           | 1:04'21"4    |
| Argento | Unione Sovietica | Rad'ja Erošina          | 22'57"            | 1:05'02"6    |
| Argento | Unione Sovietica | Mariya Gusakova         | 21'18"            | 1:05'02"6    |
| Argento | Unione Sovietica | Ljubov' Kozyreva        | 20'47"6           | 1:05'02"6    |
| Bronzo  | Finlandia        | Siiri Rantanen          | 22'57"            | 1:06'27"5    |
| Bronzo  | Finlandia        | Eeva Ruoppa             | 21'51"            | 1:06'27"5    |
| Bronzo  | Finlandia        | Toini Pöysti            | 21"39"5           | 1:06'27"5    |
| 4       | Polonia          | Stefania Biegun         | 22'10"            | 1:07'24"6    |
| 4       | Polonia          | Helena Gąsienica Daniel | 23'05"            | 1:07'24"6    |
| 4       | Polonia          | Józefa Czerniawska      | 22'09"6           | 1:07'24"6    |
| 5       | Germania         | Rita Czech-Blasl        | 22'59"            | 1:09'25"7    |
| 5       | Germania         | Renate Borges           | 22'48"            | 1:09'25"7    |
| 5       | Germania         | Sonnhilde Hausschild    | 22'38"7           | 1:09'25"7    |